# Deilephila lewisi
Deilephila lewisi är en fjärilsart som beskrevs av Butler 1875. Deilephila lewisi ingår i släktet Deilephila och familjen svärmare. Inga underarter finns listade i Catalogue of Life.